# Loperhet
Loperhet (en bretó Loperc'hed) és un municipi francès, situat a la regió de Bretanya, al departament de Finisterre. L'any 2006 tenia 3.507 habitants. El 22 de d'octubre de 2008 el consell municipal va aprovar la carta Ya d'ar brezhoneg. A l'inici del curs 2007 l'11,8% dels alumnes del municipi eren matriculats a la primària bilingüe.

## Demografia
| 1962                                       | 1968  | 1975  | 1982  | 1990  | 1999  |
| ------------------------------------------ | ----- | ----- | ----- | ----- | ----- |
| 1.280                                      | 1.315 | 1.411 | 2.030 | 2.941 | 3.466 |
| Des de 1962: població sense dobles comptes |       |       |       |       |       |

## Administració
| Període | Identitat       | Partit |
| ------- | --------------- | ------ |
| 2008-   | François Collec |        |